# Tmarus pulchripes
Tmarus pulchripes là một loài nhện trong họ Thomisidae.
Loài này thuộc chi Tmarus. Tmarus pulchripes được Tord Tamerlan Teodor Thorell miêu tả năm 1894.